# Angelo Anquilletti
Angelo Anquilletti (San Donato Milanese, 25 de abril de 1943 - 9 de janeiro de 2015) foi um futebolista italiano que atuava como defensor. Anquiletti era conhecido por sua força, posicionamento, habilidade de marcação, antecipação e sua capacidade de ler o jogo; ele também se destacou no ar. 
Ele é lembrado principalmente por seu longo período no Milan e por ser membro da Seleção Italiana que venceu a Eurocopa 1968. Anquiletti era conhecido pelos torcedores como "Angelo Anguilla" e usou a camisa de número 2 ao longo de sua carreira bem sucedida em Milão.

## Carreira
Anquiletti Iniciou sua carreira na Serie D no Solbiatese durante a temporada 1964-65. Em 1964 ele trocou o clube pelo Atalantana Serie A, fazendo sua estréia em 16 de novembro de 1964, aos 21 anos, em uma vitória por 1-0 sobre Cagliari; Ele permaneceu no clube por duas temporadas. 
De 1966 a 1977, Anquilletti jogou no Milan, onde conseguiu um sucesso notável, formando uma impressionante formação defensiva durante as 11 temporadas com o clube ao lado de Cudicini, Trapattoni, Rosato e Schnellinger, que foi apelidado de Linha Maginot. 
No Milan, ele ganhou a Liga dos Campeões em 1969, a Serie A em 1967-68, Duas Supercopa Europeia (1967-68 e 1972-73), a Copa Intercontinental de 1969 e quatro títulos da Coppa Italia (1966 -67, 1971-72, 1972-73, 1976-77).
No geral, ele fez 418 jogos no Milan e é o nono jogador que mais atuou pelo clube milanês; 278 de suas aparições vieram na Serie A, 71 na Coppa Italia, 63 em Competições Européias e 6 em outras competições. 
Anquilletti terminou sua carreira no Monza, jogando mais duas temporadas na Serie B antes de se aposentar em 1979, aos 36 anos.
No total, ele jogou 326 jogos na Serie A por Atalanta e Milan, e 41 jogos na Serie B, apesar de não conseguir marcar gol nas ligas italianas ao longo de sua carreira.

## Carreira Internacional
Angelo Anquilletti fez parte do elenco da Seleção Italiana de Futebol na Eurocopa de 1968, apesar de não ter jogado nenhum jogo nessa competição. Ele fez apenas 2 jogos na Seleção Italiana de Futebol. Ele lutou para encontrar espaço na equipe nacional devido à presença de Tarcisio Burgnich e Fabrizio Poletti em sua posição.

## Morte
Anquiletti morreu em 9 de janeiro de 2015, aos 71 anos, depois de ter lutado contra uma longa doença.  

## Títulos
Milan  
- Serie A: 1967-68 .
- Coppa Italia: 1966-67, 1971-72 , 1972-73, 1976-77.
- Liga dos Campeões da UEFA: 1968-69 .
- Copa Intercontinental: 1969 .
- Supercopa Europeia: 1967-68 , 1972-73 .

Seleção Italiana
- Eurocopa de 1968

Individual
- Hall da Fama do AC Milan